# فرودگاه متن
فرودگاه متن (به انگلیسی: Matane Airport) یک فرودگاه همگانی با کد یاتا YME است که یک باند فرود آسفالت دارد و طول باند آن ۱۶۷۶ متر است. این فرودگاه در کشور کانادا قرار دارد .